# Almino Afonso

Almino Afonso  este un oraș în Rio Grande do Norte (RN), Brazilia.